# Fissurella salvatiana
Fissurella salvatiana is een slakkensoort uit de familie van de Fissurellidae. De wetenschappelijke naam van de soort is voor het eerst geldig gepubliceerd in 1982 door Christiaens.